# 克雷斯皮内
克雷斯皮内（法語：Crespinet，法語發音：[kʁɛspinɛ]）是法国奧克西塔尼大區塔恩省的一个市镇，属于阿尔比区。

## 地理
克雷斯皮内（43°57'15"N, 2°17'57"E）面积9.15 平方千米，位于法国奧克西塔尼大區塔恩省，该省份为法国南部内陆省份，北起顺时针与阿韦龙省、埃罗省、奥德省、上加龙省和塔恩-加龙省接壤。
与克雷斯皮内接壤的市镇（或旧市镇、城区）包括：昂杜克、圣格雷瓜尔、塞雷纳克、贝勒加德-马尔萨勒。

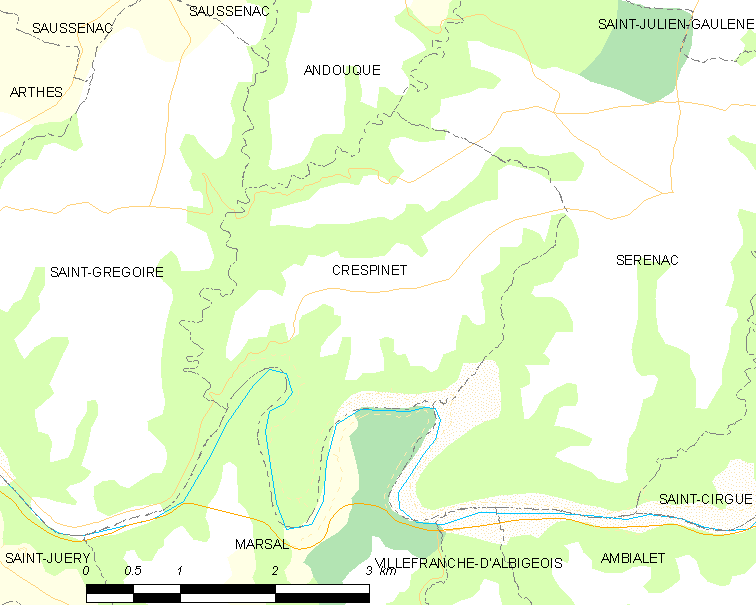
克雷斯皮内的OSM定位图

克雷斯皮内的时区为UTC+01:00、UTC+02:00（夏令时）。

## 行政
克雷斯皮内的邮政编码为81350，INSEE市镇编码为81073。

## 政治
克雷斯皮内所属的省级选区为卡尔莫第一县。

## 人口

1962-2008年间克雷斯皮内人口变化图示

克雷斯皮内于2022年1月1日时的人口数量为181人。